# آکستل (یوتا)
آکستل (به انگلیسی: Axtell) یک منطقهٔ مسکونی در ایالات متحده آمریکا است که در شهرستان سنپیت، یوتا واقع شده‌است. آکستل ۱٬۵۷۰٫۰۴ متر بالاتر از سطح دریا قرار دارد.